# 答えてねっと
答えてねっと（こたえてねっと）とは、マイクロソフト株式会社（日本法人）が運営していたウェブサイトである。
2002年7月1日（月）14:00に開始され、2009年7月30日（木）18:00をもって閉鎖された。Microsoft Answers･MSN相談箱が後継サイトとなる。
仕組みとしては、ユーザがパソコンに関する質問や疑問を出し、他のユーザから回答を得るというものである。利用にはWindows Live IDが必要。回答者は、回答するたびにポイントをもらうことができまた、そのポイントで様々な景品のプレゼントに応募することができる。
リニューアル後、ポイント配分内容が見直され、投稿さえすれば（たとえ「あ」の一文字の投稿であっても）ポイントが手に入るということは無くなり、質問の締め切り処理時に質問者によって配分されるようになった。

## 答えてねっと for Business
ビジネスユース、あるいは企業などのＩＴ管理者向けの答えてねっと for Businessが存在した。画面の色味は、「答えてねっと」は青系統であり、こちらは赤系統である。「答えてねっと」同様、2009年7月30日をもって閉鎖された。
なお、「答えてねっと」で使用しているWindows Live ID(アカウント)は、「答えてねっと for Business」で利用できない。よって、別途新規にWindows Live IDを取得してから登録する必要がある。

## Microsoft ACE
2007年6月、「答えてねっと」、「答えてねっと for Business」で活躍した人を対象に、Microsoft ACE（Award for Customer Excellence）という賞が贈られた。受賞者にはギフトが贈られたほか、専用サイト「答えてねっと for ACE」にアクセスできたり、ACE向けのイベントが開催されたりした。Microsoft MVPに類似した制度であったが、一度限りで終了した。

## サービス停止問題について
マイクロソフトは2006年6月23日に、サーバに対する負荷の分散などを目的として、同年7月5日にサイトをリニューアルすることを発表。それに伴い同年6月30日よりサイトを一時閉鎖した。
しかし7月5日のリニューアル予定日になってもサービスは再開できず、ウェブサイトは閉鎖したままだった。7月10日及び7月13日には一時サービスを再開したが、すぐに閉鎖状態に戻されるといった事態となり、その後マイクロソフトが提供するサービスとしては異例の長期間に及ぶ休止状態が続いた。
同年10月13日から「ベータ版サービス」としてサービスを再開したが、一部機能については依然利用できない状態が続いたほか、利用時間を平日朝9時～夜7時、同時接続ユーザ数を最大200人に限るなど、サービス形態を大幅に限定した形での再開となった。その後段階的に利用時間を拡大し、同年12月14日に24時間運用に移行したことをもってベータ版サービスの終了が宣言された。最終的にサイト閉鎖から正式オープンまで半年近い期間が経つこととなった。
なお同社では、同年9月末日で失効するポイントについて、サービス停止分だけ延長するとしている。